# Mullbacktjärnen, Jämtland
Mullbacktjärnen är en sjö i Strömsunds kommun i Jämtland och ingår i Ångermanälvens huvudavrinningsområde.